# Don’t Look Back (Warren-Vaché-Album)
Don’t Look Back ist ein Jazzalbum von Warren Vaché & the Scottish Jazz Ensemble, das vom 6. bis 9. Juli 2005 im BBC-Aufnahmestudio in Glasgow aufgenommen und am 13. Juni 2006 bei Arbors Records veröffentlicht wurde.

## Hintergrund
Der Trompeter wurde anfangs gebeten, ein Album mit Streicherbegleitung zu veröffentlichen, an welchem Ruby Braff noch kurz vor seinem Tod im Februar 2003 gearbeitet hatte. Ein Auftritt in Glasgow inspirierte Vaché dann jedoch zu einer eigenen CD. Er freundete sich mit einigen Mitgliedern des schottischen Ensembles und den Gründern von Arbors Records, Rachel und Mat Domber an, was dazu führte, nicht nur ein ganz neues Projekt zu finanzieren, sondern auch ein amerikanisches Team von Musikern und Aufnahmeingenieuren nach Glasgow einfliegen zu lassen, um an diesem Projekt teilzunehmen.
Mit Don’t Look Back erfüllte sich der Kornettist und Trompeter Warren Vaché den Traum, mit einem Streichensemble aufzunehmen, einer zwölfköpfigen Formation.
Vaché überzeugte Bill Finegan, aus einem langen Ruhestand zurückzukehren, um für drei Titel Arrangements beizusteuern, von denen zwei (It Was Written in the Stars und April in My Heart) von Finegan selbst vorgeschlagen wurden. Neben Finegan stammten weitere Arrangements von James Chirillo (der auch Valse Prismatique schrieb), Alan Barnes und Warren Vaché selbst. Hinzu kam ein seit langem verloren geglaubtes Stück von Johnny Carisi, der es ursprünglich für Charlie Parker geschrieben und arrangiert hatte. Carisis Spring wurde dann von Gitarrist James Chirillo entdeckt, der sein Talent als Musiker, Komponist und Arrangeur in dieses Projekt einbrachte.
Vor dem Hintergrund der Streicher spielen Trompete und Kornett in einer warmen und angenehmen Stimmung, die mit einer klassischen Jazzatmosphäre einhergeht. Bei sechs der zehn Stücke dieses Albums spielt Vaché mit dem schottischen Ensemble, und seine Trompete ist das einzige andere Instrument, das die Gruppe begleitet. Anstatt die Musik auf diese Weise zu begrenzen, verwendet er für vier weitere Titel eine Rhythmusgruppe, bestehend aus dem Bassisten Ronnie Rae, dem Pianisten John Rae und dem Schlagzeuger Brian Kellock. Die Auswahl umfasst u. a. Jazzstandards wie Harold Arlens It Was Written in the Stars, Hoagy Carmichaels April in My Heart, Sammy Cahns I Fall in Love Too Easily und David Raskins My Love and I, außerdem Erich Wolfgang Korngolds Lied My Mistress’ Eyes (deutsch Kein Sonnenglanz im Auge), aus Fünf Lieder, Op. 38 (1948).

## Titelliste

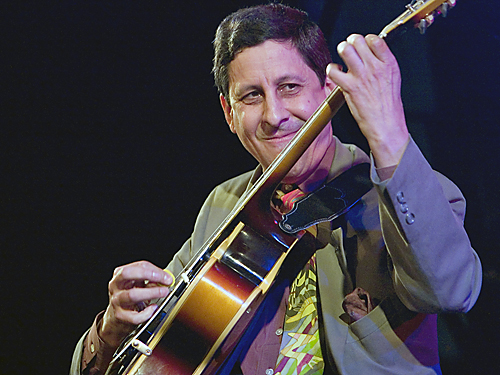
James Chirillo

- Warren Vaché & the Scottish Jazz Ensemble, Don’t Look Back (Arbors Jazz ARCD: 19318)
  1. It Was Written in the Stars (Harold Arlen, Leo Robin) 6:49
  2. My Mistress’ Eyes (Erich Wolfgang Korngold) 2:57
  3. Spring (Johnny Carisi) 4:18
  4. My Love and I (David Raksin) 5:15
  5. Molly on the Shore (Warren Vaché) 4:10
  6. April in My Heart (Hoagy Carmichael) 6:18
  7. Valse Prismatique (James Chirillo) 4:15
  8. I Fall in Love Too Easily (Sammy Cahn, Jule Styne) 4:36
  9. Love Is for the Very Yong (David Raksin) 5:28
  10. On the Street Where You Live (Alan Jay Lerner, Frederick Loewe) 6:08
  11. Don’t Look Back (Kaye Dunham, Johnny Mandel) 8:24

## Rezeption
Edward Blanco schrieb in All About Jazz, „Typisch für klassische Jazzmusik löscht Don’t Look Back den Durst nach jener sanften und sanften Seite des Jazz, von der wir alle früher oder später einen Schluck brauchen. Vaché interpretiert die Auswahl dieser entspannenden, seelensuchenden und beruhigenden Jazz-Session mit anmutiger Begleitung seiner instrumentalen Mitarbeiter.“
Michael Anthony schrieb in JazzTimes, das Ergebnis sei etwas Bemerkenswertes, nicht zuletzt die Entdeckung eines Arrangements für die legendären Charlie Parker with Strings-Sessions 1949/50. In Carisis Spring nimmt Vaché den Platz von Charlie Parker ein und „verleiht als Kornettist einen subtileren und eindringlicheren Effekt. Tatsächlich ist es die eindringliche Schönheit, die Vaché während des gesamten Albums spielt, was es zu einem fesselnden Erlebnis macht. Alle 11 Titel werden zu Vignetten, als ob Sie einen klassischen Film sehen würden“. Und Bill Finegan, „der erfahrene Arrangeur des Glenn Miller Orchestra und des Sauter-Finegan Orchestra hat immer noch seinen einfallsreichen Touch, obwohl er sich den 90 nähert.“
Rick Anderson verlieh dem Album in AllMusic vier (von fünf) Sterne und lobte: „Die große Erfahrung aller Beteiligten wird auf diesem Album brillant präsentiert, was im Grunde eine einstündige Studie in aufwendiger und großartig orchestrierter Melancholie ist. Die Saitenarrangements seien wenig überraschend detailliert, aber niemals aufdringlich. Es gibt keine Uptempo-Nummern. Von dem ergreifend schönen „It was Written in the Stars“, das das Programm eröffnet, bis zu dem bittersüßen Titelsong, der es beendet, bewegt sich dieses Album langsam und anmutig durch verschiedene Nuancen von lyrischem Blau. Dies ist vielleicht nicht das beste Album, das Sie sich anhören können, wenn Sie bereits depressiv sind. Wenn Sie jedoch Lust auf etwas Weiches und Trauriges haben, auf stimmungsvolle Musik, die die Aufmerksamkeit auf sich zieht, dann wäre es schwierig, etwas zu finden besser als das. Sehr zu empfehlen.“